# Buré (Orne)
Buré ist eine französische Gemeinde mit 101 Einwohnern (Stand: 1. Januar 2022) im Département Orne in der Region Normandie; sie gehört zum Arrondissement Alençon und zum Kanton Écouves. Die Einwohner werden Buréains genannt.

## Geographie
Buré liegt etwa 28 Kilometer nordöstlich von Alençon an der Sarthe. Umgeben wird Buré von den Nachbargemeinden Coulonges-sur-Sarthe im Norden, La Mesnière im Osten, Saint-Quentin-de-Blavou im Süden sowie Saint-Julien-sur-Sarthe im Westen und Südwesten. 
Durch die Gemeinde führt die Route nationale 12.

## Bevölkerungsentwicklung
| Jahr                       | 1962 | 1968 | 1975 | 1982 | 1990 | 1999 | 2006 | 2018 |
| Einwohner                  | 140  | 123  | 88   | 72   | 94   | 101  | 115  | 109  |
| Quellen: Cassini und INSEE |      |      |      |      |      |      |      |      |

## Sehenswürdigkeiten

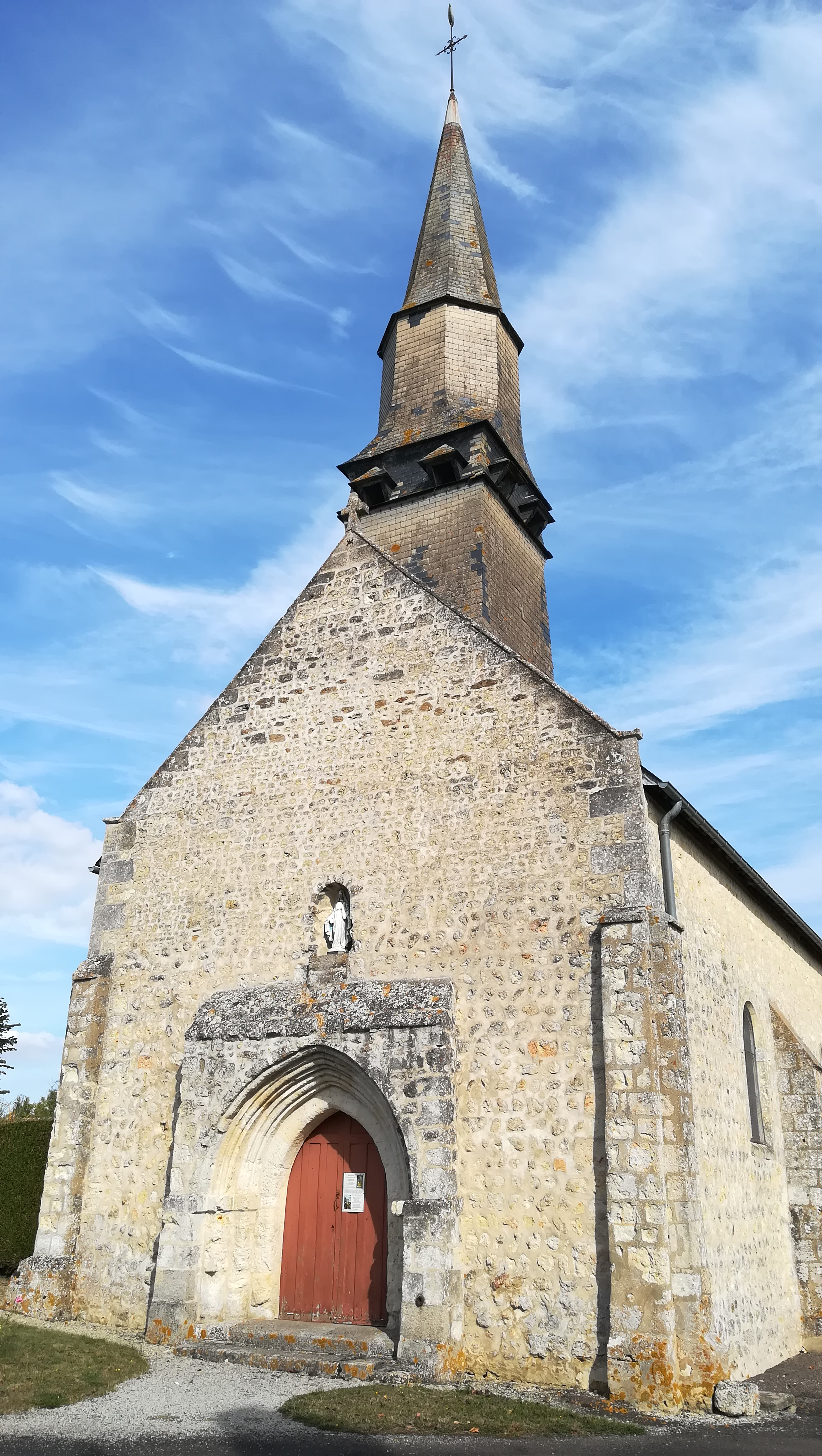
Kirche Notre-Dame

- Kirche Notre-Dame

## Persönlichkeiten
- Henri Fantin-Latour (1836–1904), Maler
- Victoria Dubourg (1840–1926), Malerin